# Папулёзный эласторексис
Папулёзный эласторе́ксис — хроническое заболевание, доброкачественного течения, которое проявляется появлением плотных папул бело-жёлтого цвета в преимущественно области туловища и конечностей.

## Эпидемиология
Распространённость и частота случаев неизвестна. В подавляющих случаях болезнь протекает бессимптомно. Болеют люди в возрасте от 4 до 60 лет.

## Этиология и патогенез
В настоящее время этиология и патогенез до конца не изучены. В большинстве случаев заболевание носит спорадический характер.

## Клиническая картина
Папулезный эласторексис  характеризуется  появлением изолированных друг от друга бело-жёлтых высыпаний. Размеры высыпаний от 0,7 до 5 мм. Локализация высыпаний: туловище и свободные конечности. В редких случаях могут поражаться шея и волосистая часть головы. Болезненных, неприятных ощущений высыпания не вызывают. Заболевание склонно к хроническому течению.

## Диагностика
Диагноз ставится на основании клинических данных, анамнеза и гистологического исследования.

## Дифференциальная диагностика
Дифференциальный диагноз следует проводить со следующими заболеваниями:
- Синдром Бушке — Оллендорф;
- светлоклеточный папулёз;
- эластозы;
- анетодерма;
- эластическая псевдоксантома;
- эруптивная коллагенома[2].

## Лечение
Эффективного лечения папулёзного эласторексиса в настоящий момент нет.